# Panfleto
Um folheto ou panfleto é um meio de divulgação de uma ideia ou marca, feito de papel e de fácil manuseabilidade. Por seu baixo custo é muito utilizado para atingir grandes públicos em pouco tempo.

## Etimologia
No século XII da nossa era, circulou na Inglaterra um breve poema de amor, anônimo, escrito em latim, com o nome de 'Pamphilus seu de amore' (Panfilo ou sobre o amor), que se tornou extremamente popular e foi traduzido para inglês como Phamphlet. Até os fins do século XIV a palavra pamphlet era usada em inglês para designar qualquer texto de tamanho menor do que os enormes livros manuscritos daquela época, antes da invenção da imprensa. Nos séculos seguintes, o sentido do vocábulo evoluiu até significar um libelo difamatório, folheto escrito em estilo satírico ou violento, especialmente sobre assuntos políticos, entrando no português com estas acepções. Os puristas da língua preferem indicar em seu lugar a palavra 'folheto'.

## Descrição
Os panfletos visam apresentar, numa circulação rápida, de mão em mão, mimeografados ou fotocopiados, ideias, opiniões ou informações sobre diversos assuntos, como por exemplo publicidade de um produto, orientação ou ajuda num determinado local, ou ainda a exposição de qualquer tipo de produção artística ou política, entre outros.
Um folheto é uma brochura solta (quer dizer, sem uma cobertura dura ou encadernação). pode consistir em uma única folha de papel que é impresso em lados e dobra pela metade, em terços, ou em quartos (folheto) ou pode consistir em algumas páginas dobradas pela metade e grampeadas nas dobras para fazer um livro simples. A UNESCO requer que uma publicação (diferente de um periódico) tenha pelo menos 5 e não mais de 48 páginas, além das páginas de cobertura, para contar como um panfleto; um artigo mais longo é um livro.
Folhetos podem conter qualquer coisa de informação sobre eletrodomésticos de cozinha para informações médicas e questões religiosas. Panfletos são muito importantes, pois sua comercialização é barata e podem ser distribuídos facilmente. Também têm sido há muito tempo uma ferramenta importante de propaganda política por razões semelhantes. O armazenamento de folhetos individuais requer consideração especial porque eles podem ser esmagados facilmente ou podem ser rasgados quando arquivados ao lado de livros de capa dura. Por isto, devem ser mantidos em pastas de papéis de arquivo em um gabinete de arquivo, ou em caixas que têm as dimensões de um livro de capa dura e verticalmente colocado em uma estante.
No idioma alemão, o termo evoca associações negativas, e não deveria ser traduzido literalmente do inglês para alemão.
Uma filipeta é um único folheto de página que anuncia uma boate, evento, serviço, ou outra atividade. Filipetas são tipicamente usados por indivíduos de negócio pequeno e é uma forma de balança da comunicação entre a comunidade. Filipetas são passados pela rua, postados em quadros de anúncios, ou em determinados a eventos. São achados em quadros de anúncios em campus de faculdade, em cafés, comunidades e mercados pequenos. Filipetas, junto com cartões postais, folhetos e cartazes pequenos, são formas vitais e livres de comunicação para pessoas que desejam chamar a atenção do público, mas não têm o dinheiro ou desejam aproveitar a propaganda classificada por um jornal local.
O uso difundido deles se intensificou com a expansão de editores de mesa. Alguns voadores são humorísticos, irreverentes ou absurdos.
Um panfletário é um termo histórico para alguém que cria ou distribui folhetos para atrair prosélitos ou articular uma ideologia política particular. Um panfletário famoso da Revolução americana foi Thomas Paine. Hoje um panfletário poderia comunicar as missivas dele por via de weblog, mas antes do advento de telecomunicações, utilizava-se o folheto como meio de comunicação de massa.
Nos tempos modernos, o panfleto em papel comercial perdeu espaço para o panfleto virtual, enviado em campanhas de e-mail marketing.